# Houston Rockets 1971-1972
La stagione 1971-72 degli Houston Rockets fu la 5ª nella NBA per la franchigia.
Gli Houston Rockets arrivarono quarti nella Pacific Division della Western Conference con un record di 34-48, non qualificandosi per i play-off.

## Roster
| N° | Naz.                   | Ruolo | Sportivo         | Anno | Alt. | Peso |
| -- | ---------------------- | ----- | ---------------- | ---- | ---- | ---- |
| 4  | Stati Uniti (bandiera) | A     | Greg Smith       | 1947 | 196  | 88   |
| 10 | Stati Uniti (bandiera) | A     | Don Adams        | 1947 | 198  | 95   |
| 14 | Stati Uniti (bandiera) | GA    | Mike Newlin      | 1949 | 193  | 91   |
| 18 | Stati Uniti (bandiera) | AC    | McCoy McLemore   | 1942 | 201  | 104  |
| 20 | Stati Uniti (bandiera) | A     | Larry Siegfried  | 1939 | 191  | 86   |
| 21 | Stati Uniti (bandiera) | G     | Johnny Egan      | 1939 | 180  | 82   |
| 22 | Stati Uniti (bandiera) | G     | Stu Lantz        | 1946 | 191  | 79   |
| 23 | Stati Uniti (bandiera) | G     | Calvin Murphy    | 1948 | 175  | 75   |
| 25 | Stati Uniti (bandiera) | AC    | Cliff Meely      | 1947 | 203  | 98   |
| 30 | Stati Uniti (bandiera) | AC    | Jim Davis        | 1941 | 206  | 102  |
| 33 | Stati Uniti (bandiera) | G     | John Vallely     | 1948 | 191  | 84   |
| 34 | Stati Uniti (bandiera) | C     | Dick Cunningham  | 1946 | 208  | 111  |
| 40 | Stati Uniti (bandiera) | GA    | Dick Gibbs       | 1948 | 196  | 95   |
| 44 | Stati Uniti (bandiera) | AC    | Elvin Hayes      | 1945 | 206  | 107  |
| 45 | Stati Uniti (bandiera) | A     | Rudy Tomjanovich | 1948 | 203  | 99   |
| 54 | Stati Uniti (bandiera) | A     | Curtis Perry     | 1948 | 201  | 100  |

## Staff tecnico
- Allenatore: Tex Winter
- Vice-allenatore: Frank Hamblen